# Скок Денис Олександрович
Дени́с Олекса́ндрович Ско́к (18 жовтня 1999, Житомирська область, Україна — 22 липня 2023, Луганська область, Україна) — український військовий, учасник російсько-української війни..

## Життєпис
Народився 1999 року в Житомирській області.
Учасник російсько-української війни; солдат Першої Президентської бригади оперативного призначення імені гетьмана Петра Дорошенка.
Загинув 22 липня 2023 року в Луганській області.
Похований в Коростишеві.